# 天主教波克教区
天主教波克教区 （拉丁語：Dioecesis Boacensis）是菲律賓一個羅馬天主教教區，屬天主教利巴总教区。轄區包括馬林杜克省。
2006年有教友198,589人、14個堂區、21名司鐸。現任教區主教雷納爾多·埃萬熱利斯塔，座堂為聖母無原罪座堂。
1977年4月2日升為教區。